# Fundoshi

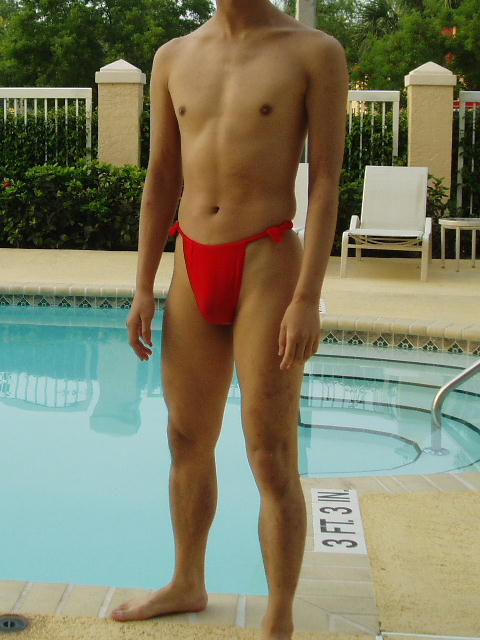
Khố Nhật (trước)

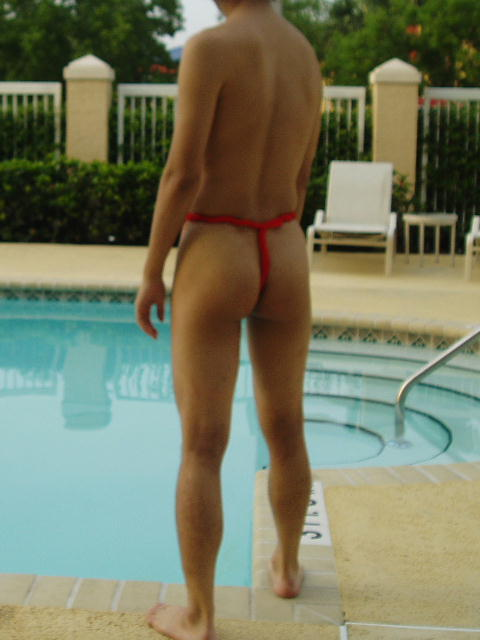
Khố Nhật (sau)

Fundoshi (tiếng Nhật: 褌), còn gọi là khố Nhật, là một loại quần lót truyền thống của người Nhật Bản dành cho nam giới, được làm từ một miếng vải dài. Trước Thế chiến thứ hai, fundoshi là loại quần lót chủ yếu của nam giới Nhật Bản; tuy nhiên, sau đó nó nhanh chóng lỗi thời vì có nhiều loại quần lót hiện đại xuất hiện trên thị trường Nhật Bản.
Ngày nay, fundoshi không được dùng để làm quần lót nữa mà dùng trong Lễ hội quần áo (matsuri) hoặc đôi khi làm đồ bơi.

## Kiểu và sử dụng
Trước Thế chiến thứ hai, mọi nam giới Nhật Bản đều chọn fundoshi làm quần lót, không phân biệt giàu hay nghèo, địa vị xã hội cao hay thấp.